# 向程
向程（1531年—1579年），字宗洛，號明臺，浙江寧波府慈谿縣人，民籍，明朝政治人物。

## 生平
嘉靖三十一年（1552年）壬子科浙江鄉試第八名舉人。嘉靖四十四年（1565年）中式乙丑科三甲第八十名進士。都察院观政，本年六月授福建閩縣知縣。隆慶二年（1568年）九月选湖广道御史，巡按辽东，万历二年（1574年）闰十二月復除福建道，三年二月差巡按湖广，五年正月升江西副使，七年己卯五月卒。

## 家族
曾祖向堅；祖父向正；父向恩，庠生赠御史。前母王氏，贈孺人；陸氏，封太孺人。兄向稑（举人）、弟向稠、向朱。